# 大森寺
大森寺（だいしんじ）は、愛知県名古屋市守山区弁天が丘にある浄土宗の寺院。山号は興旧山。

## 由緒
寛永14年（1637年）、尾張二代藩主徳川光友が、生母乾の方(歓喜院)の菩提を弔うため、江戸小石川の伝通院内に創建した。
寛文元年（1661年）、乾の方の出身地である大森 に移転した。裏山の墓地に歓喜院の墓がある。
中門に掲げられた山号の額は光友の筆である。
明照殿は、二十世住職で東海中学校初代校長でもあった武田芳淳が建中寺塔頭正信院の本堂を移築して旧校舎としていたものを、再び移築したものである。
明治8年（1875年）の火災で、創建以来の建物は消失したが、平成26年（2014年）に本堂を再建した。

## ギャラリー
- 山門
- 中門
- 歓喜院の墓
- 大森寺周辺の桜並木

## 所在地
- 愛知県名古屋市守山区弁天が丘809番地